# Octavien de Quingey
Pour les articles homonymes, voir Quingey (homonymie).
Octavien de Quingey ou saint Octavien († 1128), est un noble, originaire de Franche-Comté, appartenant à la maison d'Ivrée, qui fut moine à Pavie et évêque de Savone, en Italie.
C'est un saint catholique fêté le 6 août.

## Biographie
L'histoire d'Octavien est celle d’une vocation difficile à assumer. Octavien était le fils aîné de Guillaume Ier, comte de Bourgogne, il avait plusieurs frères cadets qui en tant que tels pouvaient entrer dans les ordres, l'un, Hugues, devint d'ailleurs archevêque de Besançon, et un autre, Guy, archevêque de Vienne puis pape sous le nom de Calixte II.
Lui, Octavien, voulait devenir moine à Cluny, mais son père exigeait qu’il prenne sa succession. Il partit étudier le droit à l'université de Bologne, en Italie. Mais à la mort de son père, en 1087, il ne revint pas prendre la succession, laissant le comté à son frère Renaud. Il s'arrêta à Pavie en Lombardie et devint moine à l'abbaye de Saint-Pierre-au-Ciel-d'Or, dépendante de Cluny.
Cette abbaye de Saint-Pierre-au-Ciel-d’Or a été consacrée en 1132 par le pape Innocent II, quatre ans après la mort d'Octavien. Il avait refusé d’en devenir abbé, mais dut quand même accepter en 1119 le siège d'évêque de Savone, qu'il conserva jusqu'à sa mort.